# وارن فراست
وارن فراست (انگلیسی: Warren Frost؛ زادهٔ ۲۵ مهٔ ۱۹۲۵ - درگذشته ۱۷ فوریهٔ ۲۰۱۷ (۹۱ سال)) یک هنرپیشه اهل ایالات متحده آمریکا بود. وارن فراست در ۱۷ فوریه ۲۰۱۷ در سن ۹۱ سالگی درگذشت.
از فیلم‌ها یا برنامه‌های تلویزیونی که وی در آن نقش داشته است می‌توان به توئین پیکس: با من بر آتش برو، روانی ۴ اشاره کرد.